# Cantone di Moyenneville
Il Cantone di Moyenneville era una divisione amministrativa dell'arrondissement di Abbeville.
È stato soppresso a seguito della riforma complessiva dei cantoni del 2014, che è entrata in vigore con le elezioni dipartimentali del 2015.
Comprendeva i comuni di:
- Acheux-en-Vimeu
- Béhen
- Cahon
- Chépy
- Ercourt
- Feuquières-en-Vimeu
- Grébault-Mesnil
- Huchenneville
- Miannay
- Moyenneville
- Quesnoy-le-Montant
- Saint-Maxent
- Tœufles
- Tours-en-Vimeu